# Register (organy)

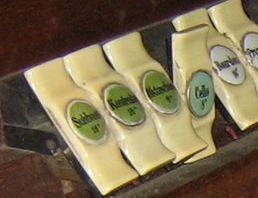
Registry głosów sekcji pedału

Register – w organach piszczałkowych, termin oznaczający przyrząd służący do włączania i wyłączania głosu, grupy głosów i połączenia międzyklawiaturowego, lub rzadziej synonim głosu organowego.
W odniesieniu do przyrządu włączającego głos lub grupę głosów, i w zależności od konstrukcji oraz sposobu obsługi tego przyrządu, termin „register” jest używany synonimicznie z określeniami włącznik głosu, rejestr, klucz registrowy, cięgło rejestrowe, manubrium, wyciąg rejestrowy, klucz rejestrowy, przyrząd rejestrowy, guzik, klawisz rejestrowy, czy dawniej regester. Dawniej, używane z trakturą pneumatyczną przyrządy rejestrowe o konstrukcji przełącznika kołyskowego nazywano kolebaczami. W zależności od traktury, registry mają inną konstrukcję, kształt i sposób obsługi.